# Joshua Angrist
Joshua David Angrist (n. 18 septembrie 1960, Columbus, Ohio, SUA) este un economist israelian american, profesor la Massachusetts Institute of Technology. În 2021 i-a fost decernat Premiul Nobel pentru Științe Economice, alături de Guido Imbens, „pentru contribuțiile lor metodologice la analiza relațiilor cauzale” (jumătate din valoarea premiului) și David Card, „pentru contribuțiile sale empirice la economia muncii” (cealaltă jumătate).

## Lucrări selective
- Joshua Angrist, Victor Lavy (1999). „Using Maimonides'rule to estimate the effect of class size on scholastic achievement”, in The Quarterly Journal of Economics, volume 114, no. 2, doi:10.1162/003355399556061
- Joshua Angrist, Jörn-Steffen Pischke (2009). Mostly Harmless Econometrics: An Empiricist’s Companion. Princeton, NJ: Princeton University Press.
- Joshua Angrist und Jörn-Steffen Pischke (2014). Mastering 'Metrics: The Path from Cause to Effect. Princeton, NJ: Princeton University Press.